# 瓦西里·沙兰戈维奇
瓦西里·福米奇·沙兰戈维奇（俄语：Васи́лий Фоми́ч Шаранго́вич，1897年2月20日（格里历：3月4日）—1938年3月15日），白俄罗斯人，苏联党和国家领导人。曾任苏俄西伯利亚边疆区伊尔库茨克州委执行书记，白俄罗斯共产党（布）中央第二、第一书记等职务。

## 生平
- 1897年2月20日（格里历：3月4日）出生于沙俄维尔纳省科恰尼村的一个农民家庭。小学毕业后前往莫洛杰奇诺做铁路工人，还做过锁匠和助理司机等工作。1917年12月加入俄国社会民主工党（布）。
- 1918年-1919年12月，苏俄红军服役。
- 1919年12月-1920年5月，在明斯克省从事地下党工作。
- 1920年5月被波兰政府逮捕，判处死刑，后改判有期徒刑20年。1921年11月经波苏两国换俘获释。
- 1921年-1922年，白俄罗斯苏维埃社会主义共和国司法副人民委员。
- 1922年-1923年，白俄罗斯苏维埃社会主义共和国最高人民法院检察官。
- 1923年-1926年，白俄罗斯苏维埃社会主义共和国工会委员会组织部长，工会委员会执行书记。
- 1926年-1930年，西伯利亚边疆区工会组织部长，工会委员会主席。
- 1930年1月-8月，联共（布）西伯利亚边疆区伊尔库茨克州委执行书记。
- 1930年10月-1934年8月，白俄罗斯共产党（布）中央第二书记。
- 1934年-1936年，联共（布）中央监察委员会驻哈萨克自治社会主义苏维埃共和国监察委员。
- 1936年-1937年3月，联共（布）中央驻哈尔科夫州委特派员。
- 1937年3月-1937年7月，白俄罗斯共产党（布）中央第一书记。期间在白俄罗斯开展大清洗。
- 1937年7月17日被捕，开除党籍，参与第三次莫斯科审判。
- 1938年3月13日被苏联最高法院军事审判庭判处死刑。3月15日在莫斯科科穆纳尔卡射击场执行死刑，终年41岁。
- 1957年7月平反，1958年恢复党籍。

沙兰戈维奇是联共（布）15-17大，第16-17次代表会议代表。

## 荣誉
- 红旗勋章